# Samuel R. Spencer
Samuel R. Spencer var en amerikansk politiker som var viceguvernör i Connecticut från 1931 till 1933. Detta var under den första mandatperiod som Wilbur Lucius Cross var guvernör.